# Municipio de Canada (Carolina del Norte)
El municipio de Canada (en inglés: Canada Township) es un municipio ubicado en el  condado de Jackson en el estado estadounidense de Carolina del Norte. En el año 2010 tenía una población de 640 habitantes.

## Geografía
El municipio de Canada se encuentra ubicado en las coordenadas 35°13′35.36″N 83°0′4.49″O / 35.2264889, -83.0012472.